# 881
881 (DCCCLXXXI) je bilo navadno leto, ki se je po julijanskem koledarju začelo na nedeljo.

## Dogodki
- 1. januar

## Rojstva
- Konrad I. Nemški, kralj Vzhodnofrankovske države († 918)